# Nova Olímpia (Paraná)
Nova Olímpia è un comune del Brasile nello Stato del Paraná, parte della mesoregione del Noroeste Paranaense e della microregione di Umuarama.